# Чемпионат Советской Республики по тяжёлой атлетике 1920
2-е лично-командное первенство Советской Республики проходило с 20 по 27 марта 1920 года во 2 Госцирке (бывший Никитина), в Москве (РСФСР). В нём участвовало 33 атлетов от 9 городов в 5 весовых категориях. Программа состояла из пятиборья (жим, рывок одной рукой, рывок двумя руками, толчок одной рукой и толчок двумя руками).

## Медалисты
| Категория     | Золото                                          | Золото   | Серебро                                        | Серебро  | Бронза                                                  | Бронза   |
| До 60 кг      | Александр Бухаров «Сантос» (Москва)             | 381,1 кг | Лауда Иван Замоскворецкий клуб спорта (Москва) | 346,0 кг | Рутковский Александр Смоленск                           | 279,6 кг |
| До 67,5 кг    | Нецветаев Леонид «Сантос» (Москва)              | 355,2 кг | Шабаев Михаил Красная Армия (Москва)           | 339,8 кг | Квашнин Сергей Русское гимнастическое общество (Москва) | 337,8 кг |
| До 75 кг      | Суслов Иван Замоскворецкий клуб спорта (Москва) | 407,8 кг | Орлеан Август Смоленск                         | 403,7 кг | Гейнце Альберт «Сантос» (Москва)                        | 393,5 кг |
| До 82,5 кг    | Фрейберг Карл Витебск                           | 398,0 кг | Васильев Николай Самара                        | 387,3 кг | Иванов Михаил «Сантос» (Москва)                         | 373,0 кг |
| Свыше 82,5 кг | Спарре Ян Замоскворецкий клуб спорта (Москва)   | 463,5 кг | Боров Михаил Самара                            | 428,3 кг | Барков Борис Замоскворецкий клуб спорта (Москва)        | 355,2 кг |